# Jan Amós Comenius
Jan Amós Comenius (txec: Jan Amos Komenský)  (Uherský Brod, 28 de març de 1592 - Amsterdam, 15 de novembre de 1670), anomenat Comenius, fou un filòsof, gramàtic i pedagog txec.
Membre del grup dels Germans Moravis, destinà tota la seva vida a perfeccionar els mètodes d'instrucció. Va ser un home cosmopolita i universal, convençut de l'important paper de l'educació en el desenvolupament de l'home. L'obra que li va donar fama per tot Europa i és considerada com la seva més important és Didàctica Magna, i la seva primera edició va aparèixer l'any 1679. Li va donar real importància a l'estudi de les llengües i va crear una obra anomenada Porta oberta a les llengües.
És conegut com “el pare de la pedagogia”, ja que va ser qui la va estructurar com a ciència autònoma i establir els seus primers principis fonamentals. En la seva obra Les noves realitats, Peter Drucker realça la posició de Comenius com l'inventor del llibre de text, en un intent d'incentivar l'autonomia del procés formatiu per evitar que el govern catòlic eliminés del tot el protestantisme a la República Txeca. “Si la gent llegeix la Bíblia a casa, no podran confondre's”, va ser el pensament de Comenius.
Les grans aportacions realitzades a la pedagogia, els seus viatges per diferents països d'Europa (en molts d'ells, convidat per reis i governadors) i l'alta preparació i constància en la seva tasca d'educar li van valer el títol de “Mestre de Nacions”.

## Biografia

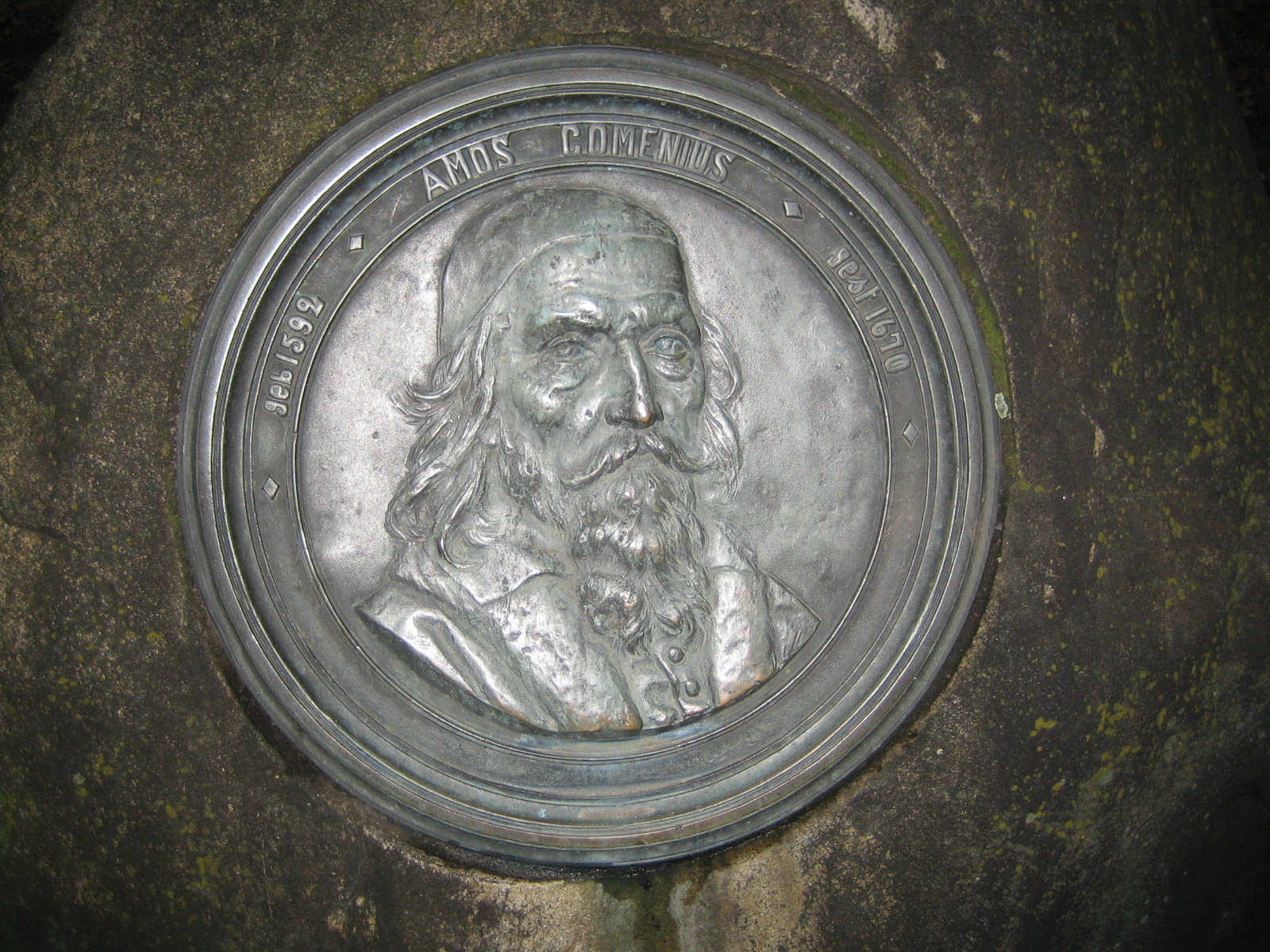
Jan Amos Komenský

El seu pare era un mestre moliner extremadament religiós, seguidor de les doctrines de Jan Hus. Esdevingut orfe als dotze anys, quan en complí setze ingressà a l'escola llatina de Přerov, on els seus professors van adonar-se de les seves prometedores aptituds i el protegiren. El 1611 es matriculà a la Universitat calvinista de Herborn a Alemanya, on, sota la influència dels teòlegs Piscator i Asted, s'inicià al mil·lenarisme (adveniment del regnat de Crist a la terra durant mil anys, abans del darrer combat contra el Mal i el Judici Universal). La seva formació filosòfica és, de fet, més fortament marcada per l'estudi de la Bíblia que per l'estudi de pensadors ateus. El 1613 s'inscriu a la Facultat de Teologia de la Universitat de Heidelberg.
El 1614 retorna a Moràvia, on la Unió dels germans de Bohèmia hussites li confia la direcció de l'escola de Přerov. El 1616 esdevé pastor i el 1618 li confien la molt important parròquia de Fulneck. Aquest mateix any es casa amb Magdalena Vizovká, de qui tindrà dos fills. El 1621, al començament de la Guerra dels Trenta Anys, les tropes espanyoles prenen la ciutat de Fulneck i posen preu a la vida del seu pastor, Comenius. Aquest fuig pels boscos veïns, deixant la seva esposa, aleshores encinta del seu fill. Escriu per a la seva muller un tractat de consolació titulat "Reflexions sobre la perfecció cristiana". Magdalena i els seus dos fills moren per la pesta sense que Comenius els torni a veure.
En pocs anys, doncs, perd la seva terra, la seva parròquia, les seves obres i la seva família. Des d'aleshores roman condemnat a un exili perpetu, raó per la qual és vist com un precursor de la unitat europea. Durant tota la seva vida Comenius esperarà una derrota de les forces catòliques i un retorn de la fe bíblica i de la seva pàtria. Això l'empenyerà a creure les profecies d'un adober anomenat Cristòfol Kotter o de la jove Cristina Poniatowska, una al·lucinada de 16 anys a qui considerarà com a la seva pròpia filla, i a seguir moviments ocultistes com la Rosacreu.

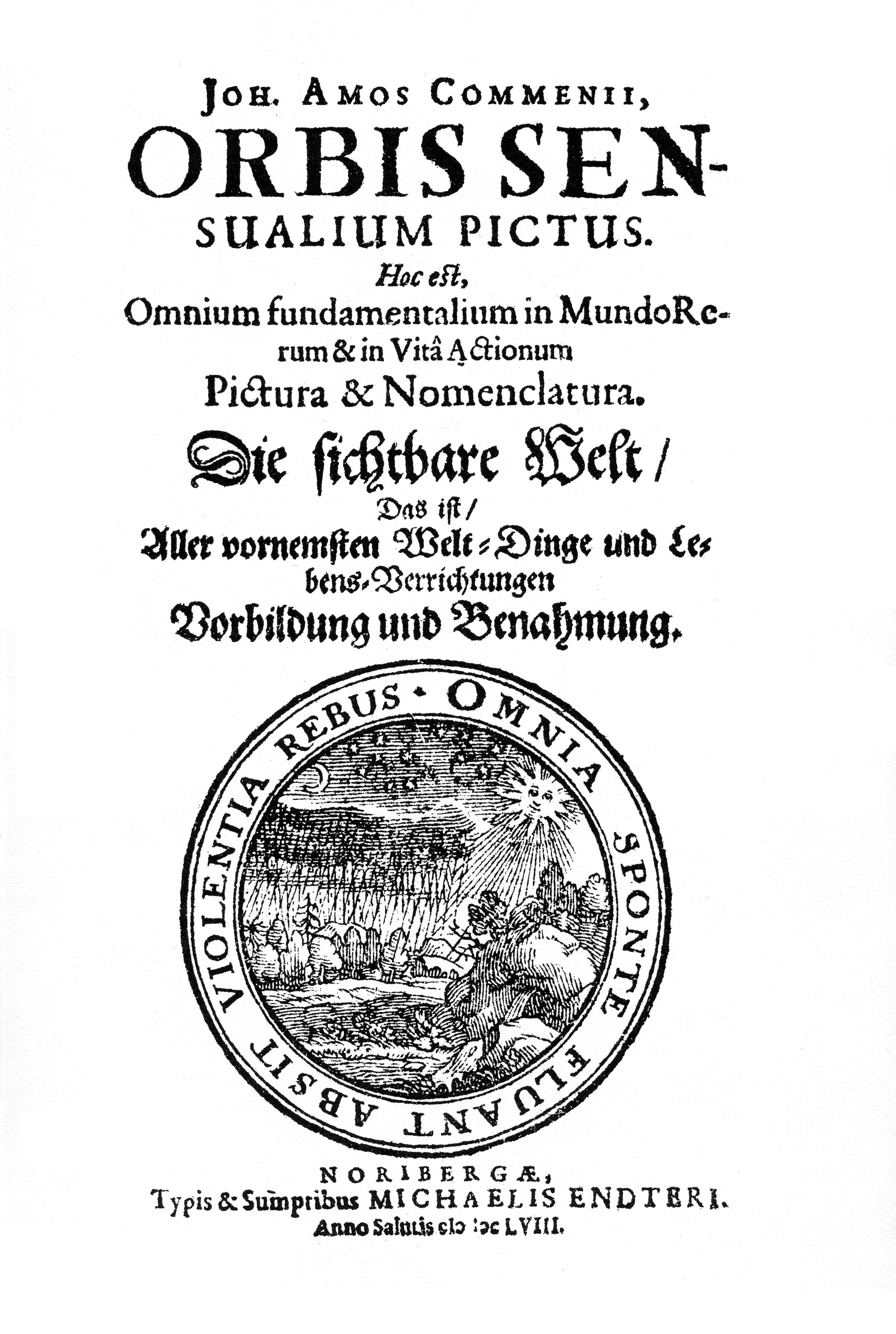
Orbis Pictus, obra de J.A. Komenský

El 1624 es torna a casar, i ho fa amb la filla del pastor Cyrille, Dorotea. El 1628 s'estableix a Leszno, a Polònia. A partir de 1630 comença a interessar-se per la pedagogia i esdevé un personatge extremadament notori, atès tant pels catòlics com pels protestants, malgrat la seva vinculació amb l'ocultisme i la seva oberta fidelitat a Johann Valentin Andreae, considerat fundador de la fraternitat dels Rosacreu.
El 1638 va ser invitat a Suècia per participar en les reformes educatives. El govern anglès li va fer una invitació semblant, però el 1641, poc abans de l'inici de la guerra civil anglesa, va marxar de l'illa per tornar a Suècia, on va treballar fins a 1648. Cal destacar que Suècia i Anglaterra són els països amb major tradició en l'educació tecnològica, coincidència que no ens ha d'estranyar quan Comenius participà en el disseny dels seus primers plans d'estudi i donat el seu tarannà.
De 1651 a 1654, invitat pel príncep hongarès Sigismund Rakoczi, resideix a Sárospatak, on intenta de posar en marxa les seves idees pedagògiques. El cardenal Richelieu l'invitarà –sense èxit– a França. S'estableix un temps a Anglaterra, després a Suècia, on hi reformarà les escoles, per invitació de Lluís de Geer. Fins i tot se li proposa d'anar al Nou Món, a dirigir l'escola de Harvard, a la colònia puritana de Massachusetts.
Perd la seva segona esposa i es casa per tercera vegada. A Leszno, Polònia, com a conseqüència d'un atac dels catòlics polonesos, perd la seva biblioteca i totes les seves obres dels vint anys anteriors. El 1656, Holanda, generosa envers els refugiats de l'època, l'acull, i la vila d'Amsterdam, on hi morí quatre anys més tard, li concedeix una pensió de 800 florins.

## Anàlisi de la seva obra
Comenius és abans que res un teòleg. Els filòsofs de la Il·lustració el consideraren un metafísic antiquat (un "fals profeta", un "moralista d'esperit estret" va escriure Diderot). No obstant això, pel seu pensament utòpic i atípic, Comenius va preparar el món protestant per a acceptar el racionalisme més aviat anticristià de la Il·lustració. La seva obra fa que sigui considerat actualment el pare de l'educació moderna; Michelet l'anomenarà El Galileu de l'educació. És considerat també l'inspirador de la francmaçoneria. Comenius es trobà amb René Descartes el 1642, dos homes que, malgrat les divergències aparentment irreconciliables, tenien de fet el mateix propòsit d'una ciència racional universal.

### Didàctica Magna
Comenius va dividir la seva obra Didàctica Magna en tres parts:
- Didàctica General (cap. 1 - 9)
- Didàctica Especial (cap. 10-14)
- Organització Escolar (cap. 15-33)

Aquesta obra recull el necessari mètode. Comenius cerca la sistematització dels processos educatius. Es preocupa de les diferents etapes del desenvolupament educatiu i separa per edats l'educació per tal de posar els coneixements en espiral. Parla de la globalitat de les unitats, aspecte que avui en dia encara es té molt en compte. Cada aprenentatge ha de formar part d'un altre o l'induir. L'autor és el primer a tenir en compte l'alumnat i les seves necessitats.
Díaz Barriga considera un error atribuir a les pedagogies anteriors al moment que descrivim la noció de programes d'estudi. Al segle xvii, Comenius utilitza la denominació de "pla d'estudis" per a establir, com un assenyalament ampli, el conjunt de temes a treballar en el sistema escolar. En aquest sentit, és un error sostenir que a l'escola tradicional "el professor rep ja fets els programes, fer-los és responsabilitat que no li competeix ... Entenem que en el que es pot anomenar l'escola tradicional (segle XVII a XIX), els plans d'estudi són considerats des de la didàctica com una proposta de temes molt amplis a desenvolupar en el transcurs d'una etapa acadèmica. Pel que fa a la noció de programes d'estudi, vam concloure que no existeix, en aquest moment, en part perquè les grans reflexions sobre la Didàctica es donen abans que conformen les sistemes educatius i s'estableixin les lleis sobre l'obligatorietat de l'ensenyament, i, en part, perquè des d'aquest pensament didàctic s'estableix la funció intel·lectual del docent com una funció insubstituïble".

### Didàctica General
En el ventre matern es prepara el cos per a ser habitació de l'ànima. A la terra l'ànima es prepara per a la vida eterna "Déu va crear tot per donar a l'home". En ella, l'home ha d'aconseguir fins secundaris: criatura racional, criatura senyor de les criatures i criatura a imatge i complaença del seu creador, serà coneixedor de totes les coses, propietari d'elles i de si mateix i com a fi, tindrà la recerca de Déu. Prenguem en compte que l'home, per Comenius, és savi, bé, i té una intel·ligència amb la qual el pot percebre el coneixement de les coses i de Déu. Som un miracle, estem fets a imatge i semblança. Tenim un esquema de l'univers, estem dotats de sentit i sempre estem a la recerca constant d'aprendre per arribar a una perfecció i a ser feliços. Comenius ens parla de l'honestedat, i la base d'aquesta és l'harmonia. També ens diu que la religió és una forma de vida, basada en una relació essencial d'una persona amb l'univers o amb Déu.
Ens parla de les "llavors" de Ciència, honestedat i religió, que en molts dels casos no han donat fruits. Amb això veiem que "l'home és home" quan fa el que ha de fer a la vida: exercici mental, ensenyament, i donar a cadascú el que mereix. La formació de la persona es deu donar en la infància, perquè allà no té ben estructurats els rols que li està marcant la comunitat, però en l'adolescència és on més s'ha d'ensenyar per reafirmar els coneixements infosos en l'etapa anterior.
Cal posar molt èmfasi en el model de pares que es té, perquè d'ells dependrà l'educació que tinguin els fills davant la societat. Els mestres són els principals moderadors primaris per a aquesta formació. Tots els homes han de ser ben preparats i educats en la seva vocació, per això a algunes persones caldrà educar-les des de la infància, ja que unes triguen més que altres per poder assimilar un coneixement. Però cal tenir en compte una cosa important; ningú ha de ser exclòs d'una educació, ja que és la principal font de saviesa del mateix ésser humà. A tots, per tant, cal tractar-los com es mereixen i no menysprear a altres que els costa més feina assimilar una cosa, per això també cal explicar tot d'acord amb la capacitat de cada persona. Tots els homes han de ser encaminats a aquests fins, són únics i irrepetibles, amb capacitats i limitacions amb virtuts i habilitats, amb aptituds i destreses.

### Didàctica especial
"L'home és la criatura última, la més absoluta, la més excel·lent de totes les criatures". Allò fonamental per a l'home, és conèixer-se a si mateix com una criatura de Déu que està fet a la seva imatge i semblança, amb això ens dona un panorama absolut del feliços que som en trobar en aquesta vida.
En la nostra vida actual estem plens d'informació de tot arreu, llavors hi ha una fragmentació, i es dona una manca en l'aprenentatge, no hi ha objectius ni metes a assolir, no es determinen vies per aconseguir-ho, ho unit naturalment, se separa, no hi ha un treball en equip, per tant no hi ha compartiment d'opinions, ni d'idees. La ciència de les coses és el coneixement intern d'aquestes, perquè l'adolescent s'interessi en una investigació, és necessari: neteja en els ulls de l'enteniment, que se li presenten els objectes, que presti atenció, que sàpiga deduir i com a regla d'or: "Tot es presenta a tots els sentits sigui possible". Per tant, el que ensenyi bé ha ensenyar-tal com és i clar les seves causes.
Ara cal esmentar "No hem d'aprendre, sinó haver après", és a dir que totes les coses siguin sempre ben apreses per mitjà d'un hàbit i costum que ens porti a millorar sempre com a persona i com a ésser humà. Cal inculcar bons costums i l'art de formar les mateixes, pot expressar-se en regles diferents: totes les virtuts han de ser ensenyades, en primer lloc s'han ensenyar les cardinals: prudència, temprança, fortalesa i justícia. Des del primer moment de la infància s'ha de donar una bona educació, les virtuts s'aprenen de l'esperit i és necessària la disciplina per prevenir les males costums. La pietat és un do de Déu i ens ve del cel, i doctor i mestre d'ella l'Esperit Sant.

### Organització escolar
Comencem amb la felicitat i els seus fonaments per poder ensenyar als adolescents: s'inicia d'hora, abans de la corrupció de la intel·ligència, s'actua amb la deguda preparació dels esperits, va del més fàcil al més difícil, es procedeix a poc a poc amb tot, no s'obliga a l'entesa a alguna cosa que no li convingui, sempre és per un mateix mètode. La cultura llatina és i consisteix en l'educació general de tots, s'eduquen virtuts com ja havia esmentat abans, no només s'educa als fills dels rics sinó a totes les classes socials. No cal que l'escola estigui plena de crits o cops, ha de necessàriament tenir vigilància i atenció per a tots sense cap excepció. La disciplina més rigorosa no ha de servir amb motiu dels estudis sinó per a la correcció dels costums. L'acadèmia és el més elevat coneixement i de desenvolupament per a la persona estudiant, els seus procediments són fàcils i pràctics, sempre busquen anar al fons de les coses, mai es queden amb la primera impressió, són savis i s'il·lustren en els llibres. Hi ha una gran necessitat per reformar les escoles i es suggereixen els següents punts:
- Mètode d'ensenyar arribant a la perfecció
- Assajos dels inventors de l'art tipogràfic
- Produir vasts exemplars
- No ser semblants per les seves característiques
- Elegància i primordial
- Revisar i corregir
- En paper fort perquè no es corri la tinta.

En la seva didàctica magna, fa una reforma de l'organització escolar, distingeix quatre escoles molt semblants a les actuals:
- L'escola maternal: Seria la comparació a la guarderia, que en total arriben fins als 6 anys. En aquesta l'autor diu que han d'ensenyar les ciències.
- L'escola elemental: És l'equivalent a primària (fins sisè) que arriba fins als 12 anys. En l'època de l'autor, era obligatòria igual que en l'actualitat. S'hi ensenya una instrucció general i virtuts. Es cultiva la intel·ligència, la memòria i la imaginació.
- L'escola llatina o gimnàs: porta dels 12 als 18 anys, el que nosaltres estem a l'institut. Serveix per preparar els alumnes per a estudis superiors. Quan acaben aquesta escola els alumnes realitzen un examen per comprovar que són aptes per entrar a l'acadèmia. Aquest examen és molt semblant al de selectivitat.
- L'acadèmia: dels 18 als 25 anys, és molt semblant a la universitat, l'únic és que ara hi ha carreres que no duren tant de temps i gent que no triga tant o que tarda més que fins als 25 anys a aprovar. L'Estat concedia beques com fa ara.

Comenius introdueix una innovació: L'estudi de les dones, ja que aquestes, reconeix, són tant o més intel·ligents que els homes, també inclou l'educació per a les ments menys capacitades, ja que aquestes són les que més ajuda necessiten per arribar, encara que sigui, a aprendre costums. Intenta que l'estudi comenci en una cosa senzilla i aquesta et porti a una més complexa. També intenta que l'educació sigui raonada que els alumnes abans de preguntar reflexionin sobre això. L'educació ha de portar a la llibertat, el goig de viure i la felicitat.
Al llarg de la història de la humanitat, l'anàlisi de les necessitats de l'home ha ocupat un lloc important que encara conserva. Tot i que aquesta anàlisi ha abastat diferents camps de la vida humana, l'àrea que aparenta ser el centre, és l'Educació. I si bé hi ha hagut interrupcions en la constitució del discurs pedagògic modern, no podem ignorar que les mateixes han servit com a moments d'observació i reflexió per a la configuració d'un nou discurs basat en els anteriors. Des Comenius, la discussió sobre l'escola va transcórrer per diferents camins, però sempre es va coincidir en la necessitat d'educar l'home per a la societat en què viu.
És així que veiem Comenius present avui a través de la simultaneïtat, la universalitat de l'educació, i l'aliança escola-família. Per a aquest home, l'única manera que l'individu arribi a ser un home genèric i arribi a assolir la perfecció és que no quedi home sense arribar al saber erudit i és l'escola el vehicle per excel·lència que està en condicions històriques i tecnològiques de transmetre. Ell va promoure la reforma educativa a partir d'un supòsit bàsic considerant que donat un alumne, un docent i un contingut, es podia modificar l'alumne aplicant un mètode per apropar-lo a un ideal socialment acceptat. Com a observador de la realitat de la seva època, va qualificar a les escoles com "escorxadors de ment" i la seva proposta de canvi es va fonamentar en tres premisses fonamentals: ordre i mètode, facilitat per aprendre i ensenyar i solidesa en tots els camps. És per això que la seva Didàctica Magna es va transformar en la "caixa d'eines" de tot docent. Va canviar els càstigs físics per l'amor i la comprensió, va determinar la necessitat de l'aprenentatge gradual i estandarditzar la importància de considerar l'educació com un procés que abasta tota la vida de l'individu. És aquí on cal analitzar els que Comenius considerava "alumnes".
La seva proposta era per "tots, tot i totalment" com ja es va citar al començament. Es pot prendre com massa ampli el seu concepte, però en realitat observem que la seva "tots", era tots els nens sense deferència de sexe, condició social o edat. El seu "tot" era el que l'alumne necessitava per la seva vida d'infant i el seu "totalment" involucrava l'home íntegre considerant la seva vida intel·lectual, espiritual i física.
L'escola és pensada per Comenius, basada en una aliança escola-família, que imparteix coneixements estandarditzats per mitjà d'un llibre únic, que, a través d'un mètode, instauraria una nova forma social essencial en la vida de tot ésser humà. No obstant això, molts anys van haver de passar perquè les seves idees es veiessin plasmades a les escoles, que rebien al cos infantil desplaçat del si de la família, considerada incapaç de portar endavant la tasca d'educar. Aquest traspàs es basava no només en aquesta incapacitat, sinó també en què els nens aprenen millor amb altres nens i en mans de persones especialitzades en l'art d'educar: els mestres. Va dir Comenius "... l'escola ha de ser un grat preludi de les nostres vides ..."
I el discurs pedagògic va seguir el seu curs, entre interrupcions i grans canvis per arribar als nostres dies i trobar actualment passant un moment de transició que requereix la col·laboració de tothom: estat, docents, alumnes, pares.
L'escola moderna ja no és l'únic lloc on s'aprèn, i el docent ocupa el lloc del que sap. Avui es troba sent qüestionada per tota la societat. Els docents han de consensuar amb els pares i alumnes. L'alumne ja no és el mateix, té altres inquietuds, altres formes d'aprendre i accedir a la informació. La influència de les noves tecnologies de la informació ha donat origen a nou tipus d'alumne, docent i ésser humà en general, però és important assenyalar que, en realitat, només han canviat alguns aspectes que acompanyen el moment social, cultural i històric de la societat actual, però segueixen sent les mateixes. El que hauríem de plantejar és: quin tipus d'escola necessitem per acompanyar una societat en canvi permanent. Segurament una que revisqui el més positiu dels Pedagogs antics, integri els estils moderns que acompanyen el moment socio-històric i actualitzeu el perfil d'home com a ésser social, agent de canvi i centre de la creació, que ha de desenvolupar el millor de si mateix per assolir la plenitud de les seves capacitats, tenint en compte les diferències entre totes les persones. Per concloure, podem citar Paulo Freire quan va dir: "educar per a la praxi que implica acció i reflexió dels homes sobre el món per transformar-lo"

## El pare de la pedagogia
Per Comenius, la reforma de l'educació és l'únic remei per a la profunda crisi cultural que travessava Europa a l'època de la Guerra dels Trenta Anys. Tal reflexió tenia arrels religioses. Al pledejar per una democratització de l'educació, Comenius es constitueix en hereu del missatge igualitari del cristianisme: en tant que cada ésser humà és una imatge de Déu, tothom és mereixedor d'ésser educat. A més, – i aquí hi ha una de les reivindicacions de la Reforma txeca – una població educada pot accedir directament als textos sagrats, apropant-se així a Déu.
Així, "cal que tot sigui ensenyat a tothom", sens distinció de riquesa, de religió o de sexe. Aquesta dimensió universal del pensament de Comenius, contingut en el concepte de pansofía o saviesa universal, és el seu aspecte més ambiciós. En una època on la inferioritat de les dones estava admesa de comú, Comenius afirma que les nenes tenen les mateixes capacitats intel·lectuals que els nens; lluitant també per una millor acollida dels alumnes amb dificultats. Fora d'això, el pensament de Comenius beu de la seva pròpia experiència infantil: la d'un orfe que deu la seva ascensió no pas a la seva situació social, sinó a l'educació.
Afirmar que "tot" ha d'ésser ensenyat no significa pas que els alumnes hagin d'aprendre-ho tot. Al Prodromus pansophiae, Comenius critica els esforços dels enciclopedistes, ja que considera absurda la forma de presentar els coneixements com una cadena d'elements juxtaposats més que com un tot. Es tracta més aviat d'aprendre a pensar bé. Per tant, els alumnes han de memoritzar els menys possible.
Per Comenius, el sistema educatiu no hauria d'estar lligat només a les activitats del pensament, de la raó (ratio), sinó també a l'operatio, és a dir, al treball manual, del que afirma que no és en cap cas vergonyós. Considera que les escoles haurien de mostrar menys interès per l'ensenyament del llatí i molt més per matèries com la geografia, la història o la biologia. En particular, insisteix molt en la importància de l'educació artística; entén que s'ha de fer accessible l'art a tothom. És així com Comenius, entès musicòleg, pugna per la generalització de l'ensenyament de la música a tots els nivells escolars.
Per realitzar la "saviesa universal", Comenius concep un sistema d'educació racionalitzat, únic per a tots els joves dels dos sexes, i compost per quatre graus: l'escola maternal per als més petits (una idea que desenvolupa molt particularment), l'escola pública per als nens, l'escola secundària per als adolescents i les acadèmies per als més grans. Per tant, Comenius considera que l'educació és un procés que ha de durar tota la vida. El món sencer és una escola.
Però el que fa de Comenius el pioner de la pedagogia són sobretot les seves reflexions sobre la manera d'ensenyar i, en particular, la idea que l'educador ha de desvetllar l'interès del seu alumne. Per a fer-ho, Comenius preconitza la utilització d'imatges. És així com el seu manual Orbis sensualium Pictus té l'ambició d'ensenyar llatí als nens associant cada mot a una imatge. Comenius defensa així el rol dels jocs, en particular els jocs de grup; nogensmenys que aprendre divertint-se. L'educador ha també d'encoratjar la participació dels alumnes. Paral·lelament, la pràctica del càstig corporal és fermament desaconsellada. Per Comenius, l'home no té necessitat d'estar sota constrenyiment per aprendre, ja que ho desitja naturalment.

## Publicacions

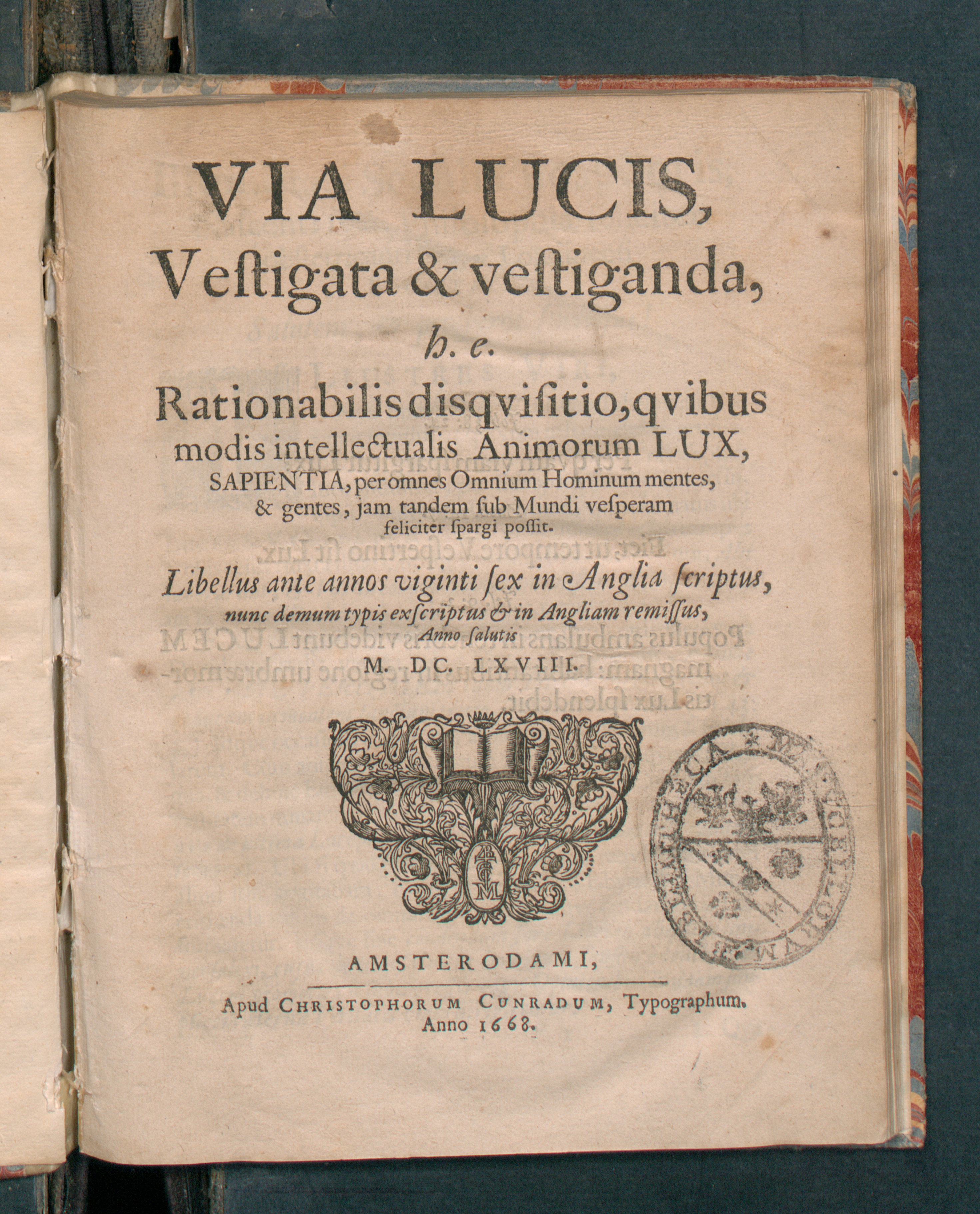
Via Lucis', 1668

Comenius se sobretot conegut per la petita obra titulada: Ianua linguarum reserata o porta oberta de les llengües" (Lesna, 1631) : on hi compila en 1000 frases totes les paraules usuals, a fi de facilitar, alhora, en un temps molt curt, el coneixement dels mots i el de les coses.
Aquesta obra, inspirada en la Ianua linguarum editada a Salamanca el 1611 pel jesuïta irlandès William Bathe, tingué un èxit prodigiós, es reimprimí nombroses vegades al llarg de molts anys i s'hi anaren afegint i alternant diferents llengües, disposant les 1000 frases en columnes confrontades, una per a cada llengua.
Comenius completà la seva obra amb l'Orbis sensualium pictus, Nuremberg, espècie d'enciclopèdia on els mots estan acompanyats per imatges que els expliquen; la Grammatica janualis; i el lexicon januale, recull on les diferents arrels estan reunides en frases seguides.
Els seus tractats més importants foren reunits amb el títol de Opera didactica, Amsterdam, 1657. També escrigué sobre història, religió i filosofia. Algunes de les seves obres foren escrites en llengua txeca.
A continuació, una llista quasi-exhaustiva de les seves obres:
- Problemata miscellanea, 1612 - un tractat filosòfic.
- Grammaticae facilioris praecepta (Preceptes d'una Gramàtica més fàcil), 1616 – manual de gramàtica, avui perdut.
- Divadlo veškerenstva věcí (Teatre de la universalitat de les coses), 1616 - un projecte incomplet en vistes a la primera enciclopèdia txeca
- Retuňk proti Antikristu a svodům jeho, 1617-18 - un manifest contra el Papa.
- Listové do nebe, 1619 – una crítica de la injustícia social.
- O poezii české (De la poesia txeca), 1620 - manual de poesia txeca.
- Přemyšlování o dokonalosti (Reflexions sobre la perfecció), 1622 - una obra dedicada a la seva dona
- Nedobytelný hrad jméno Hospodinovo, 1622
- Truchlivý (Trista), 1622-1651
- Labyrint světa a ráj srdce (El laberint del món i el paradís del cor), 1623-1631
- O sirobě, 1624
- Přes boží, 1624
- Centrum securitatis čili hlubina bezpečnosti, 1625
- Carta de Moràvia, 1627, Amsterdam
- Česká didaktika (Didactique tchèque), 1627-1632 – obra pedagògica fundacional.
- Informatorium školy materské, 1630 – sobre l'educació dels nens petits a les escoles maternals
- Ianua linguarum reserata (La porta oberta a les llengües), 1631 - manual de llatí, reunint 1000 frases en llatí i txec, sense repetir, pràcticament, cap paraula.
- Navržení krátké o obnově škol v království českém (Breus proposicions per a la reforma de les escoles del Regne de Bohèmia), 1632 – proposta de reforma del sistema escolar de Bohèmia.
- Haggaeus redivivus, 1632 – crítica de l'opressió de la societat i dels Habsburg.
- Pozoun milostivého léta, 1632 – expressa l'esperança d'un proper retor a Bohèmia.
- Vestibulum, 1633 - manual de llatí, més accessible que el Ianua linguarum reserata.
- Physicae synopsis, 1633, Leipzig – manual de física.
- Conatuum Comenianorum praeludia, 1637, Oxford.
- Prodromus pansophiae (Preludi a la saviesa universal), 1639, London
- Via lucis (La via de la llum), 1642 et 1668 - opinions sobre l'educació i el sistema escolar.
- Pansophiae diatyposis, 1643, Danzig
- Methodus linguarum novissima, 1649 - manual de llengües.
- Historia persecutionum Ecclesiae Slavonicae, 1647 – petició als protestants europeus d'ajudar els txecs.
- Kšaft umírající matky, Jednoty bratrské, 1650 – decepció pel fet de la pau de Westfàlia.
- Rebita Laucus, 1650
- Independentia aeternarum confusionum origo, 1650
- Schola pansophica (L'escola pansòfica), 1651
- Sermo secretus Nathanis ad Davidem, 1651 – petició al príncep hongarès Sigismund Rákóczi de combatre els Habsburg.
- Gentis felicitas, 1659, Amsterdam – exhortació a combatre els Habsburg
- Schola ludus, 1654
- Panegyricus Carolo Gustavo (Panégyrique de Charles Gustave), 1655 – petició al rei de Suècia de reformar Polònia.
- Opera didactica omnia (Obres didàctiques completes) (1657) - un recull dels seus escrits pedagògics.
- Lux in tenebris (La llum a les tenebres), 1657
- Orbis sensualium pictus, 1658, Nuremberg – llibre d'imatges per a l'aprenentatge del llatí.
- Kancionál, 1659 - un recull de cants religiosos.
- Ecclesiae Slavonicae brevis historiola, 1660, Amsterdam – una història de l'Església eslava.
- Oculus fidei (adaptació del "Theologia naturalis" de Ramon Sibiuda), 1661.
- De rerum humanarum emendatione consultatio catholica, 1662 – la seva obra més imponent, una obra filosòfica dividida en set parts, de les quals 4 restaren inacabades.
- Lux e tenebris, 1665 - completa Lux in tenebris
- Clamores Eliae, 1665-1670 – idees sobre la millora del món i la cooperació internacional.
- Angelus pacis (L'ange de la paix), 1667 – exhortació a la pau.
- Unum necessarium, 1668 – una espècie de testament filosòfic.
- Continuatio admonitionis fraternae, 1669 – polèmica.

## El projecte Comenius
El projecte Comenius és un projecte europeu patrocinat per la Unió Europea i endegat el 2002. És un projecte que s'estén de l'educació maternal a la secundària. S'adreça a tots els actors de la vida educativa: docents, alumnes, pares d'alumnes, associacions de pares d'alumnes, ONG i ens territorials, entre d'altres.
Té el propòsit de promoure la cooperació en el marc europeu entre els ens que hi participen, encoratjar les relacions entre els alumnes i la mobilitat dels docents, desenvolupar l'obertura de ment i la tolerància, claus d'una Europa sòlida; i també l'ús i la perfecció de les diferents llengües. El projecte posa l'accent en l'ajuda als estrats més desafavorits, la lluita contra el fracàs escolar i la prevenció de l'exclusió.